# Nikazjusz Jonson
Nikazjusz Jonson (ur. 1522 w zamku Heeze w Holandii, zm. 9 lipca 1572 w Brielle w Holandii) – kapłan franciszkanin, męczennik, święty Kościoła katolickiego.
W młodości studiował filozofię i teologię na uniwersytecie w Leuven. Następnie wstąpił do franciszkanów, u których został wyświęcony na kapłana. Występował w obronie wiary katolickiej. Polemizował z protestantami. Drukował swoje konferencje, rozpowszechniał książeczki do nabożeństwa i katechizmy. Tłumaczył modlitwy i teksty religijne na język niderlandzki. Przepowiedział prześladowanie katolików w Niderlandach.
Został aresztowany przez gezów w Gorkum i zmuszany torturami do odstępstwa od wiary w prymat papiestwa i obecność Chrystusa pod Postaciami Eucharystycznymi. Powieszono go w spichlerzu klasztoru augustianów w Brielle w nocy 9 lipca 1572. Źle założona przez oprawców pętla – na ustach – sprawiła, że konał kilka godzin. Ciało wrzucono do wykopanego obok miejsca kaźni dołu i zasypano. Ekshumacja miała miejsce w 1615. Relikwie przeniesiono do kościoła franciszkanów w Brukseli i zaczęto oddawać im cześć publiczną 22 czerwca 1616 r.
Nikazjusz Jonson został beatyfikowany przez papieża Klemensa X w Rzymie 24 listopada 1675 razem z innymi zamordowanymi tego samego dnia. Kanonizacji dokonał Pius IX w uroczystość świętych Apostołów Piotra i Pawła 1867. Męczennicy z Gorkum, wśród nich św. Nikazjusz Jonson, czczeni są w liturgii Kościoła katolickiego 9 lipca, przede wszystkim w kościołach i parafiach franciszkańskich.